# Шаховий клуб ЛНУ
Шаховий клуб Львівського національного університету імені Івана Франка – секція шахів при Спортивному клубі Львівського національного університету імені Івана Франка. Шаховий клуб діє відповідно до чинного законодавства України та Статуту Університету, Правил внутрішнього розпорядку, Колективного договору Університету, Положення про Спортивний клуб та Положення про Шаховий клуб Львівського національного університету імені Івана Франка.

## Історія
Майже 35 років тому в будинку, що на Фредра, 1, відкрили Шаховий палац. Тоді Львів пишався цілою плеядою зіркових гросмейстерів:  Мартою Літинською, Олександром Бєлявським, Олегом Романишиним та Адріаном Михальчишиним. Аби шахи у Львові розвивались так потужно і надалі, шахістам потрібно було приміщення для турнірів, спарингів, а також зустрічей і спілкування. 
Сьогодні тут розташований факультет культури та мистецтв  Львівського національного університету імені Івана Франка, шаховий клуб ЛНУ і ДЮСШ «Дебют».

## Мета  організації
Шаховий клуб діє з метою: 
1. Створення відповідних умов і можливостей для розвитку шахового спорту серед академічної спільноти Університету.
2. Організації та проведення масових змагань із шахів серед осіб, які навчаються в Університеті та працівників Університету.
3. Взаємодії із зацікавленими шаховими організаціями України, із громадською організацією «Асоціація випускників Львівського національного університету імені Івана Франка».
4. Сприяння у підготовці майстрів спорту із шахів міжнародного рівня.

## Функції
Шаховий клуб реалізує такі функції: 
1. Бере участь у плануванні та реалізації заходів, програм та проектів, які спрямовані на розвиток шахової майстерності серед академічної спільноти  Університету.
2. Сприяє в організації обʼєднань, які діють на безоплатній основі, у вільний від використання у навчальному процесі час та відповідно до чинного законодавства сприяють популяризації шахового спорту, удосконаленню шахової майстерності.
3. Сприяє розвитку індивідуальних здібностей учасників таких обʼєднань, їхньому саморозвитку та самоосвіті.
4. Веде інтернет-сторінку Шахового клубу, сторінку у мережі фейсбук з метою висвітлення розвитку шахового спорту та інформації про діяльність клубу.
5. Сприяє формування на факультетах, у коледжах Університету студентського спортивного активу із шахів та його залучення до організації спортивних заходів.
6. Здійснює планування, організацію та проведення у позанавчальний час шахових заходів (змагань, турнірів тощо) серед різних верств населення.
7. Представляє Університет у міжнародних проектах, програмах з питань шахового руху.[2]

## Права
3 метою реалізації функцій Шахового клубу відповідальні працівники Спортивного клубу мають право: 

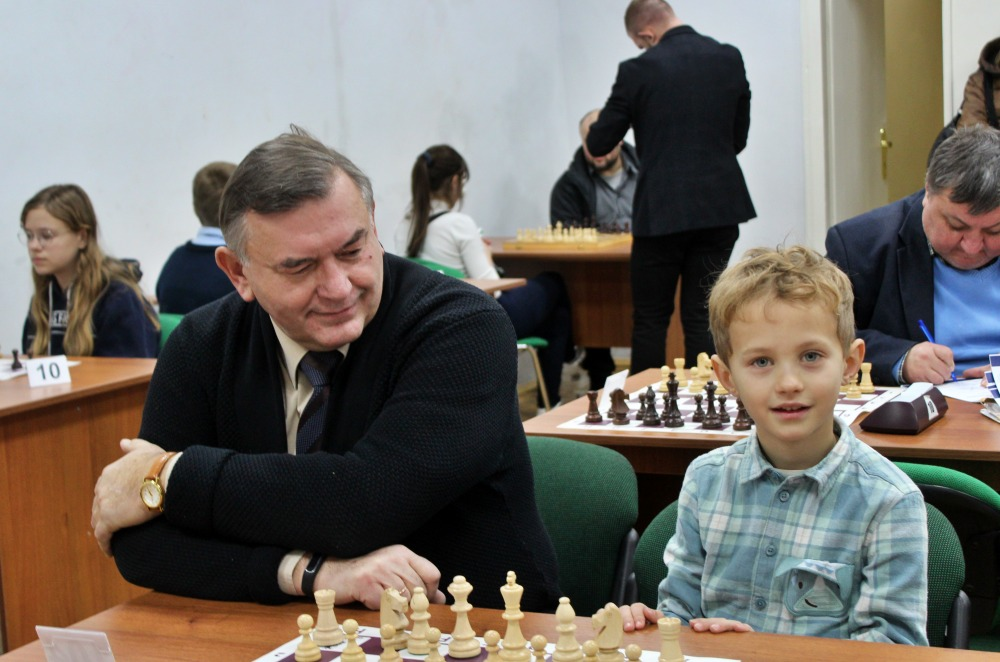
Викладач математичного аналізу ЛНУ Тарасюк С.І. та його внук Лук'ян на шаховому турнірі з бліцу для дітей до Дня Святого Миколая

1. Використовувати необхідні приміщення згідно зі встановленим порядком задля проведення своєї діяльності та реалізації організаційно-масових змагань.
2. Ініціювати через голову Спортивного клубу перед ректоратом, структурними підрозділами, громадськими організаціями пропозиції щодо спільної діяльності з метою розвитку шахового спорту в Університеті.
3. Співпрацювати із Львівською обласною шаховою федерацією та іншими шаховими організаціями України в межах укладених між Університетом та вказаними обʼєднаннями угод.
4. Делегувати учасників Шахового клубу для участі у всеукраїнських та міжнародних змаганнях із шахів.
5. Сприяння зі сторони адміністрації Університету, інших структурних підрозділів Університету, Первинної профспілкової організації працівників Університету, Первинної профспілкової організації студентів та Студентського уряду у виконанні завдань, передбачених чинним законодавством, Статутом Університету, цим Положенням.
6. Подання адміністрації Університету пропозицій щодо морального та матеріального стимулювання учасників шахового руху в Університеті.

## Турніри 2023 року
|                          | Дата       | Учасники | З нагоди                              |
| ------------------------ | ---------- | -------- | ------------------------------------- |
| Шаховий турнір з бліцу 1 | 21.09.2023 | 34       | Міжнародного дня студентського спорту |
| Шаховий турнір з бліцу 2 | 11.10.2023 | 40       | Дня університету                      |
| Шаховий турнір з бліцу 3 | 15.11.2023 | 26       | Дня студента                          |
| Шаховий турнір з бліцу 4 | 29.11.2023 | 18       | Дня Гідності та Свободи               |
| Шаховий турнір з бліцу 5 | 07.12.2023 | 22       | Дня Святого Миколая                   |

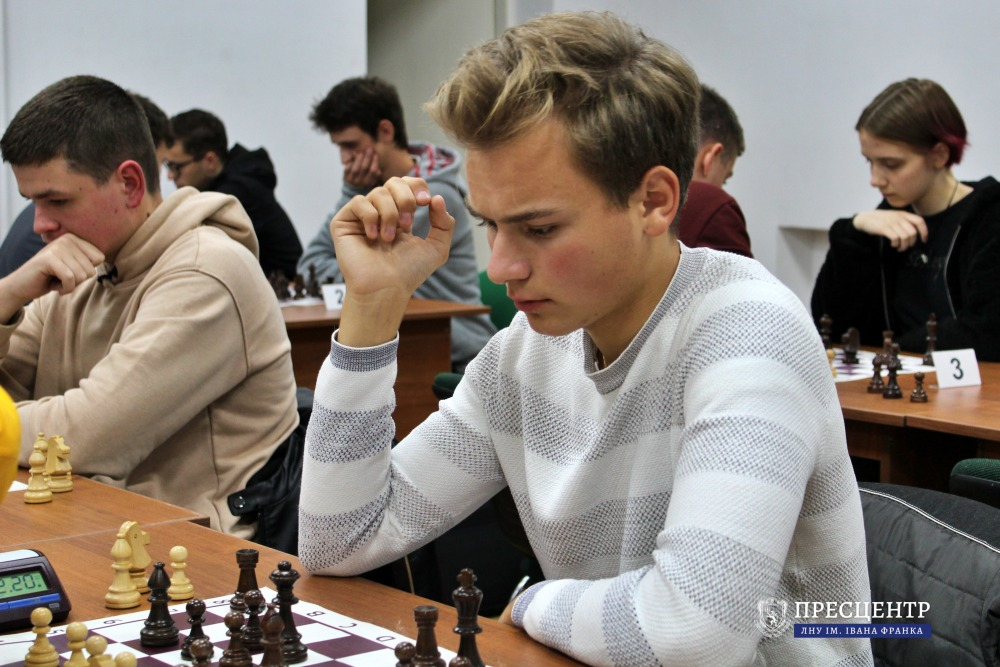
Учасник шахового турніру до Дня університету

Шаховий клуб ЛНУ проводить безліч шахових турнірів серед студентів і навіть дітей шкільного віку. Беруть участь також викладачі і гості клубу. Михайло Онисько, керівник Шахового клубу, розповідає:
"У наших турнірах гравці мають дуже високі розряди і рейтинги. В основному серед гравців найактивніший перший курс нашого університету. Також хочу додати, що географія факультетів значно розширилася у порівнянні з попередніми роками."